# Vuilleminia coryli
Vuilleminia coryli Boidin, Lanq. & Gilles – gatunek grzybów z rodziny Vuilleminiaceae.

## Systematyka i nazewnictwo
Pozycja w klasyfikacji według Index Fungorum: Vuilleminia, Vuilleminiaceae, Corticiales, Incertae sedis, Agaricomycetes, Agaricomycotina, Basidiomycota, Fungi.
Po raz pierwszy takson ten opisali w 1989 r. Jacques Boidin, Paule Lanquetin i Gérard Gilles na martwych gałęziach leszczyny pospolitej (Corylus avellana) we Francji.

## Morfologia
Owocniki rozpostarte o gładkiej powierzchni, liliowo – cieliste, woskowate, pęczniejące jak galareta przy wilgotnej pogodzie. Zarodniki 6,9–19,2–21,5(21,7) x 5,6–6,2–6,9 urn; Q = 2,6–3,1–3,5; Vm = 391 µm³; cylindryczno – kiełbaskowate, gładkie, szkliste. System strzępkowy monomityczny. Strzępki szkliste, septowane ze sprzążkami. Dendrohyfidy liczne. Cystydy szerokoklapowane, grubościenne
Vuilleminia coryli jest bardzo blisko spokrewniona z powleczką podkorową (Vuilleminia comedens). Bardzo podobna jest również Vuilleminia alni. Morfologicznie gatunki te są niemożliwe do odróżnienia, odróżnia się je głównie na podstawie żywiciela i badania mikroskopowego.

## Występowanie i siedlisko
Vuilleminia alni znana jest tylko w Europie i zachodniej części Azji. Brak jej w wykazie wielkoowocnikowych grzybów podstawkowych Polski W. Wojewody z 2003 r., co może wynikać z faktu, że przez niektórych mykologów jest uważana za synonim powleczki podkorowej (Vuilleminia comedens). Jej stanowiska w Polsce podaje jednak internetowy atlas grzybów. Zaliczona w nim jest do rejestru gatunków rzadkich.
Saprotroficzny grzyb kortycjoidalny występujący na olszach (Alnus). Rozwija się na drewnie pod korą, powodując jej oddzielenie się od drewna.